# 奥医師
奥医師（おくいし）とは、江戸幕府の医官。若年寄の支配に属し、奥に住んでいる将軍とその家族の診療をした。近習医師・御近習医師・御側医師とも呼ばれた。ほとんどが世襲であったが、諸大名の藩医や町医者から登用されることもあった（目見医師）。

## 概要
200俵高で、役料200俵を給された。西の丸付の奥医師もいた。医業に優れた人が奥医師に選挙され、法印に叙したという。内科は多紀氏、外科は桂川氏が世襲。
この他にも奥詰医師がいた。

## 奥医師の仕事
奥医師は1日おきに登城し、江戸城中奥の御座の間近くの「御医師の間」に、不寝番で詰める。将軍が朝食を済ませ、小姓に髪の手入れをさせている際に、将軍の左右から2人ずつ6人が計3回、脈を測った。その後、6人の医師は別室でそれぞれの診立てを教え合い、異常があるようなら腹診も行った。
ほかにも、御台所や側室たちも昼食前に6、7回、定期健康診断を行い、二の丸や西の丸にいる将軍の子息たちの診察もした。
病人が出ると、奥医師は全員集められ、それぞれの診立てを告げて、治療法を決定する。治療方針が決まったら、主治医を決めて、昼夜の別なく診療を施す。この際に「典薬頭」の官職を帯びた奥医師の統括者は、自らは治療の手を下さず、ほかの医師たちにさまざまな指示を出すことになる。

## 奥医師が登場する作品
- 『陽だまりの樹』
- 『JIN-仁-』
- 『胡蝶の夢』